# Jeanne Cappe
Jeanne Cappe (Liège, 29 août 1895 - Bruxelles, 23 novembre 1956) est une femme de lettres belge francophone, auteur de livres pour la jeunesse.

## Biographie
Jeanne Cappe est l'une des premières femmes belges à avoir fait des études universitaires. Pédagogue, journaliste, elle crée en 1948 le Conseil de littérature de jeunesse (C.L.J), qui publiera la revue Littérature de jeunesse de 1949 à 1976.
Elle a publié des ouvrages théoriques sur la psychologie enfantine, des livres de « conseils » aux jeunes filles, et des guides de lecture et des essais sur la littérature enfantine. Elle défend à la fois des points de vue modernes pour l'époque sur la littérature de jeunesse, et des valeurs morales et chrétiennes.
Certaines de ses histoires ont été reprises dans des manuels français de lecture pour l'école primaire des années 1950, comme Lectures actives, de G. et M. Duru.
Sa sœur est la fondatrice du Mouvement Social Féminin Chrétien, Victoire Cappe.
Elle est inhumée avec sa sœur au Cimetière de Robermont à Liège.
Ses archives sont conservées aux Archives du monde catholique à Louvain-la-Neuve.

## Quelques œuvres
- Astrid, la reine au sourire, ill. René-Régis de Coniac, Casterman, 1935
- Un tas d'histoires, ill. Élisabeth Ivanovsky, Éditions Desclée de Brouwer, 1936
- Le cirque, ill. Santa Rosa, Éditions Desclée de Brouwer, 1938
- Trappe-à-souris, ill. Pierre Ickx, Casterman, 1938
- Histoire de Belgique, Ed. des Artistes, 1939
- Louise-Marie, La bien-aimée, Ed. Charles Dessart, Collection Les petites études historiques, 1939
- Boumdodo, ill. Josette Boland, Éditions Desclée de Brouwer, 1941
- La maison qui rit,Ill. d'Albertine Deletaille, Ed. Casterman, coll. « Le Rameau vert », 1945
- La petite fille aux allumettes et autres contes d'Andersen présentés et racontés par Jeanne Cappe, ill. Jean-Léon Huens, Ed. Casterman,  coll. « Les albums de l'âge d'or », 1945; réédition 1966.
- La splendide aventure, La Colombe, 1946.
- Belle chance, Illustration d'Albertine-Anne Deletaille, Ed. Casterman. coll. " Le Rameau Vert " 1947.
- La Belle au Bois dormant et autres contes de Perrault, présentés et racontés par Jeanne Cappe, ill. Henri Schaeffer, Éditions Casterman, 1947
- Le cahier blanc, Éditions Desclée de Brouwer, 1949
- Le petit monde des oiseaux, ill. Alexandre Noskoff, Casterman, coll. « Farandole », 1953
- Le pique-nique des poupées , Aquarelles de Simonne Baudoin, Éditions Casterman,coll. « Farandole » Tournai, Belgique, 1953.
- Enquête au zoo, ill. Robert Marsia, Éditions Casterman,coll. « Farandole » 1955.
- Chronique du bonheur, Ill. de Jean-Léon Huens, Ed. Casterman, SD.
- Lettres à Marie-Violette, Ill. de Jean-Léon Huens, Ed. Casterman, SD.

### Sources
- BALAND Lionel, Fernand Desonay : des C.A.U.R. au maquis des Ardennes Belges, in : Bulletin d'Information du Centre Liègeois d'Histoire et d'Archéologie Militaire, Centre Liègeois d'Histoire et d'Archéologie Militaire/CLHAM, Liège, 2014, n° 137, p. 63-66.
- Nic Diament, Dictionnaire des écrivains français pour la jeunesse : 1914-1991, Paris, L'École des loisirs, 1993, 783 p. (ISBN 2-211-07125-2 et 978-2-211-07125-3)